# Roca metamòrfica

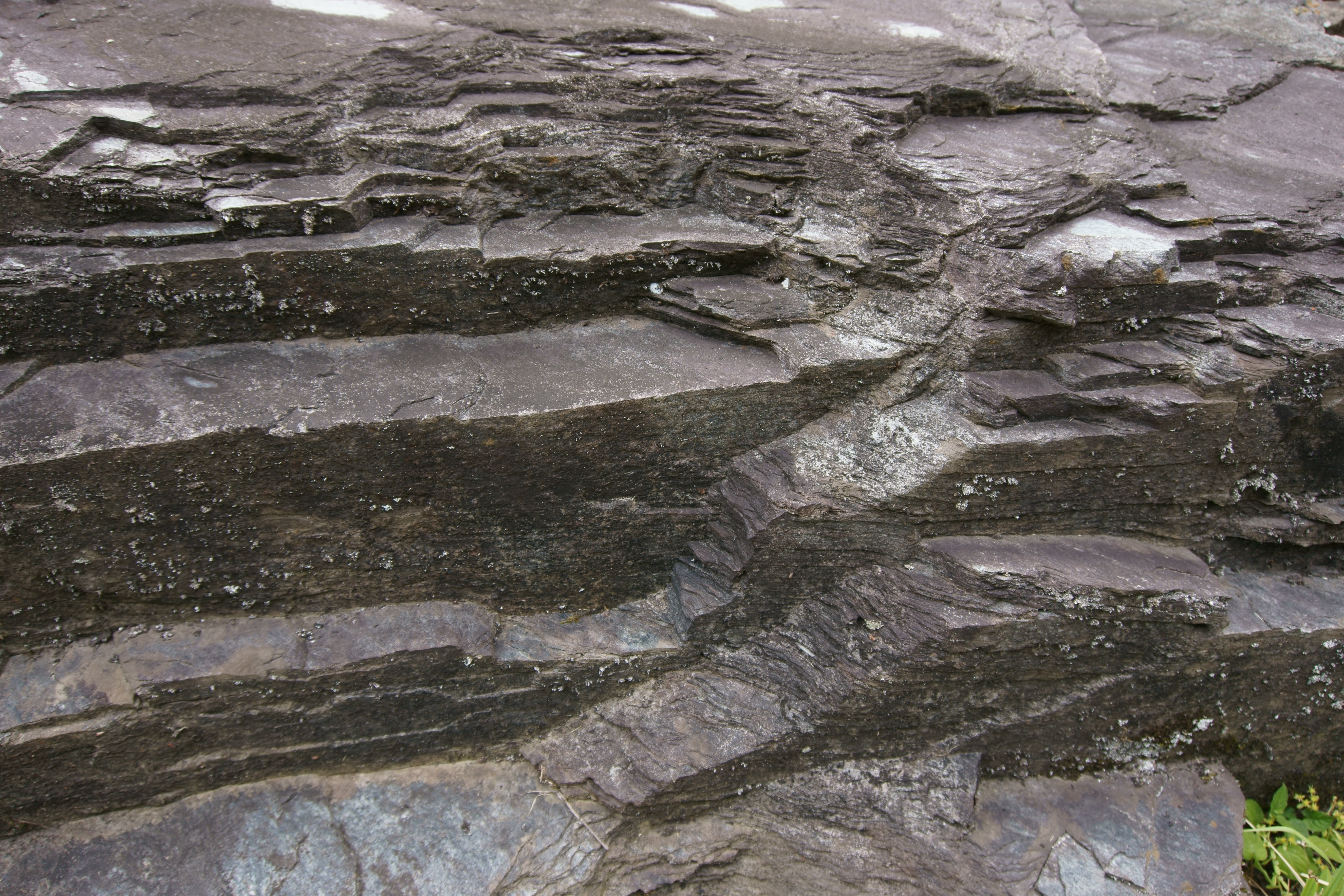
Esquist, roca metamòrfica a Yamauchi, prefectura de Fukuoka, Japó

Les roques metamòrfiques són aquelles roques que es formen per metamorfisme, en sotmetre qualsevol tipus de roca a altes pressions o temperatures sense que s'arribi a fondre. Això fa variar la mineralogia i l'estructura de la roca inicial i constitueix una nova roca. Exemples d'aquestes roques són les pissarres, les fil·lites, els esquistos i els gneis. Roca que pot ser tant d'origen sedimentari com igni o metamòrfic i que ha sofert un procés de metamorfisme. (es roca metamórfica; fr roche métamorphique; it roccia metamorfica; en metamorphic rock; de metamorphes Gestein, Metamorphit).
Són el producte de la recristal·lització en l'estat sòlid d'altres roques i són anomenades segons la roca de la qual provenen: ortometamòrfiques quan provenen d'una roca ígnia i parametamòrfiques quan provenen d'una roca sedimentària.

## Metamorfisme
Procés que implica canvis en la mineralogia i/o la microestructura d'una roca en estat sòlid. El canvi és essencialment a causa d'una adaptació de la roca a condicions físiques que difereixen d'aquelles sota les quals la roca parental es va formar i que difereixen de les condicions físiques que normalment existeixen a la superfície de la terra ia la zona de diagènesi. El procés pot coexistir amb fusió parcial i també pot implicar canvis en la composició química de la roca.
Consisteix en la modificació i arranjament mineralògic i/o estructural de les roques sòlides sotmeses a noves condicions físiques i químiques, diferents de les condicions en què la roca en qüestió es va originar; hom n’exclou els processos de meteorització i de diagènesi. Els factors que regeixen el metamorfisme són: temperatura, pressió de confinament, activitat química dels fluids, deformació i temps. Els límits dels processos de metamorfisme són els de les temperatures veïnes des dels 200 °C fins a l'inici de la fusió a gran profunditat. La nomenclatura de les roques metamòrfiques es basa en termes derivats de la textura, de la composició mineralògica i dels processos genètics.
Les reaccions metamòrfiques tenen lloc a l'escorça terrestre, i es considera que abasten un interval de temperatures que va des dels 200 °C fins a la fusió de la roca, que pot oscil·lar entre 650 °C i 1 000 °C. En augmentar la temperatura, bona part dels minerals que constitueixen les roques deixen de ser estables, i els elements químics es combinen en associacions minerals pròpies de les noves condicions de pressió i temperatura. Quan s'inicia la fusió, es formen les migmatites, roques mixtes entre les metamòrfiques i les ígnies.

## Tipus de metamorfismes
Pàgina principal: Metamorfisme

Diagrama que mostra un plutó (1) amb la roca encaixant, que no ha patit metamorfisme (3) i l'aurèola de contacte (2).

Distingim diversos tipus de metamorfismes:

### Metamorfisme de contacte
Anomenat també metamorfisme tèrmic: la roca originària entra en contacte amb una massa de magma, l'alta temperatura del magma és el que transforma la roca. El grau de transformació depèn de la temperatura soferta, de manera que al voltant de la massa de magma es troben capes de roques amb major grau de transformació com més ens acostem a la massa: és el que s'anomena una aurèola de contacte. Prop de la massa de magma són freqüents els fenòmens de metasomatisme. És un tipus de metamorfisme tèrmic que afecta les roques de caixa del cos magmàtic. És causat, essencialment, pel flux de calor des del cos magmàtic. L'interval de temperatures que es poden assolir és molt ampli, i pot anar acompanyat de deformació per esforços desviatoris.

### Metamorfisme regional
En formar-se una serralada, l'escorça és comprimida i rebregada tant cap amunt com cap avall. Les roques que s'enfonsen, resten sotmesos a la pressió causada per aquesta compressió i pel pes dels materials que tenen al damunt, i a la vegada per la calor causada per la profunditat. Això metamorfosa totes les roques de les arrels de la serralada (i produeix, per exemple, pissarres, esquists, gneis i marbres). Quan durant els processos metamòrfics la roca ha estat sotmesa a esforços de compressió importants en una direcció, la formació de nous cristalls sol tenir lloc en el pla perpendicular a la direcció de l'esforç i produeix una roca amb estructura foliar (en làmines), com les pissarres, els esquistos i els gneis. És un tipus de metamorfisme caracteritzat per ocórrer en una àrea de gran amplitud, afectant un gran volum de roques, i que està associat a processos tectònics de gran escala com ara l'expansió del fons oceànic, l'engruiximent cortical relacionat amb col·lisió de plaques o la subsidència de conques.

### Metamorfisme dinàmic
En el metamorfisme dinàmic la pressió és el factor predominant, pot tractar-se de la pressió litostàtica, que es deu al pes de les roques superiors o a la càrrega sobrejacent o de l'esforç elàstic (estrès) com ara la cataclasi, és a dir, el trencament mecànic d'una roca per metamorfisme dinàmic, que es produeix localment a zones de falles. El metamorfisme per soterrament (o enfonsament) és produeix per una càrrega sobrejacent actuant en un ambient relativament estàtic.

### Metamorfisme de xoc
Tipus de metamorfisme dextensió local causat per limpacte dun cos extraterrestre. Té lloc fusió i vaporització de la roca impactada. Si hi ha un fort augment de temperatura; per exemple, quan hi ha una explosió nuclear o quan cau un meteorit, les roques que es formin seran roques metamòrfiques de xoc, i de metamorfisme de dislocació/cataclàstic a les zones deformades geològicament.

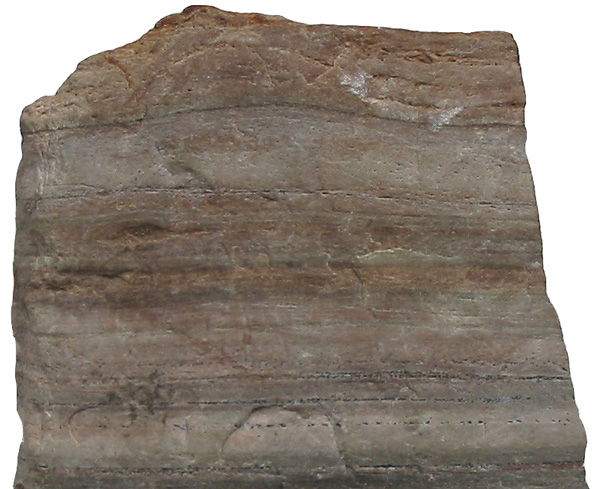
Quarsita, roca metamòrfica. Museu de Geologia de la Universitat de Tartu, Estònia

## Característiques

### Textura
La textura de les roques metamòrfiques depèn de la mida i la forma dels minerals. Així, hom pot parlar de textura porfiroblàstica, granoblàstica, esquistosa, foliació gnèisica, foliació milonítica, etc. Hom també té en compte la fàcies, que rep el nom del mineral característic (el que apareix a la roca en determinades condicions). Cada fàcies no es refereix, però, a un sol tipus de roca, sinó a totes les que s’han format en un mateix context físico-químic (bàsicament pressió i temperatura) i que, per tant, tenen la mateixa composició mineralògica. El metamorfisme més lleuger és el de la fàcies de les zeolites, i n'hi ha de major grau, com la dels esquists verds, la de les eclogites, la de les amfibolites i la de les granulites, entre d'altres; amb un canvi més o menys gradual entre elles.

### Foliació
En la descripció de roques metamòrfiques el terme foliació és utilitzat per a referir-se a totes aquelles superfícies penetratives, sigui quin sigui el seu origen, que és habitual trobar en roques metamòrfiques deformades. La foliació en una roca metamòrfica pot ésser deguda a què el metamorfisme hagi afectat una laminació prèvia d'origen sedimentari. També pot tractar-se d'una superfície produïda per deformació (foliació d'origen tectònic), durant o com a conseqüència de fenòmens de metamorfisme. Entre els diferents tipus de foliació d'origen tectònic, hom distingeix el clivatge, l'esquistositat i la foliació gnèisica. Moltes roques exhibeixen diverses generacions de foliacions que hom pot distingir cronològicament, on les primeres són deformades per les subsegüents. La foliació gnèisica és un tipus de foliació produïda per una laminació que determina dominis de composició diferent, visible en mostres de mà de roques que han sofert un metamorfisme d'alt grau, com per exemple quan hom aprecia una alternança de làmines màfiques (minerals foscs) i fèlsiques (minerals clars) en una roca.

### Fàcies metamòrfiques
Pàgina principal: Fàcies metamòrfica
Una facies metamòrfica és un grup de roques caracteritzades per un conjunt definit de minerals que, sota les condicions de la seva formació, van assolir l'equilibri perfecte entre ells. La composició mineral qualitativa i quantitativa a les roques d'una determinada fàcies canvia gradualment en correspondència amb les variacions en la composició química de les roques”. És a dir, una fàcies metamòrfica és un conjunt d'associacions de minerals metamòrfics que es formen sota condicions similars de pressió i temperatura. Les roques que contenen certs minerals poden ser relacionades amb certs contextos tectònics, temps i llocs de la història geològica de la zona.

## Minerals metamòrfics
Pagina principal: Llista de roques metamòrfiques
La quarsita és una roca metamòrfica de gra gruixut derivada del gres. La calor i la pressió es combinen per fondre els grans de sorra de quars que formen la composició de la quarsita. Té una textura uniforme (no foliada) i és molt dura (7 a l'escala de Mohs). La quarsita és resistent a la intempèrie. La quarsita sol ser blanca o grisa i de vegades rosa o vermellosa si hi ha òxids de ferro.
El marbre és una roca metamòrfica que prové de la pedra calcària o dolomita metamorfiyzada. La pedra calcària és majoritàriament calcita o carbonat de calci, La dolomita està relacionada amb la pedra calcària però és rica en magnesi. El marbre té una textura uniforme (no foliada). Hi ha molta variació en el color i la textura del marbre. Les dues influències principals són el tipus de pedra calcària que constitueix la roca mare i el tipus i grau de metamorfisme.
La pissarra és una roca metamòrfica de gra fi. Està formada a partir de minerals argilosos. La pissarra és la menys metamorfitzada d'aquest grup i ha estat sotmesa a menor calor i pressió (metamorfisme de grau baix). S'associa amb el metamorfisme regional constructiu de les serralades. La pissarra està foliada i es divideix fàcilment en plans (làmines) prims i paral·lels. Això, juntament amb la seva inercia química i estabilitat tèrmica, fan que la pissarra sigui emprada com a teula en la construcció i per a altres propòsits.
La fil·lita és una roca metamòrfica de gra fi. Està foliada, és a dir, té capes notables i es divideix fàcilment. Una característica definitòria és la superfície brillant, anomenada brillantor fil·lítica causada per les partícules de mica dins de la roca. Es compon principalment de quars, mica sericita i clorita. La filita té cristalls més grans que la pissarra. Això li dona un major grau de reflexió o brillantor de la llum. La pissarra sol ser opaca i no reflectiva. La brillantor s'utilitza per distingir la fil·lita de la pissarra.
L'esquist està format per minerals argilosos. L'esquist pot transformar-se en pissarra, fil·lita, esquist o gneis segons el grau de calor i pressió. L'esquist té un grau de metamorfisme intermedi, més gran que la pissarra però menor que la fil·lita. Tendeix a dividir-se fàcilment i té una superfície lleugerament ondulada al llarg dels plans d'escletxa. S'associa al metamorfisme regional a causa de la construcció de muntanyes.
El gneis s'ha format a partir de minerals argilosos. L'esquist es pot transformar en pissarra, fil·lita, esquist o gneis segons el grau de calor i pressió. El gneis té el major grau de metamorfisme d'aquest grup. Es classifica com una roca metamòrfica d'alt grau i s'associa amb el metamorfisme regional de les grans construccions de muntanya. Es tracta d'una roca densa foliada que té bandes de color clar i fosc. Normalment es compon de feldespats, quars, mica i amfíbols. A causa de l'elevada calor i pressió, els minerals continguts en el gneis s'han recristalitzat gairebé del tot. El gneis és una roca metamòrfica molt comuna.

## Roques metamòrfiques a Catalunya
La serra de Collserola està formada majoritàriament per roques metamòrfiques, i al vessant barceloní es pot seguir l'aurèola metamòrfica causada per la intrusió granítica (vegeu geologia de Collserola). També bona part del Pirineu axial està formada per roques metamòrfiques.
El cap de Creus engloba alguns dels millors exemples d'Europa i del món d'estructures de deformació dúctil, en especial zones de cisalla. Són també de gran rellevància a Catalunya i Europa els afloraments de roques metamòrfiques, migmatites i granitoides, així com el paisatge rocallós, d'extraordinària bellesa i valor geomorfològic. Destaquen en qualitat, quantitat i en extensió dels afloraments els exemples de zones de cisalla que afecten roques metamòrfiques foliades, granitoides i pegmatites els plecs de roques metamòrfiques i magmàtiques i relacions metamorfismeplutonisme-deformació a més de les formes d'erosió.
A les Guilleries existeix una gran varietat petrològica en quan a roques ígnies i metamòrfiques. L'abundància de relacions entre els diferents tipus de roques justifiquen l'ús tradicional d'aquesta zona com a recurs geològic. La zona ofereix un ampli ventall de tipus petrològics que complementa perfectament la regió de Cap de Creus. És un nucli metamòrfic format per esquistos, marbres i gneissos, envoltat per seqüències paleozoiques de menor intensitat metamòrfica. Tot aquest conjunt es troba profusament intruït per diferents generacions de roques plutòniques i filonianes, majoritàriament pertanyents a l'episodi hercinià.